# Tội phạm pháp nhân thương mại

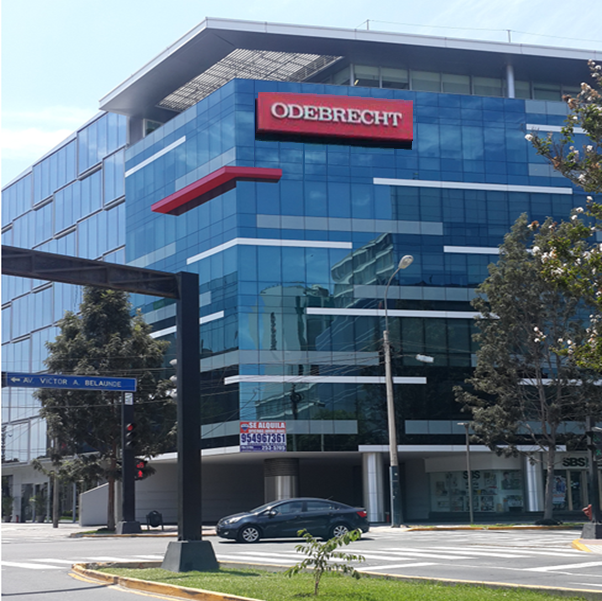

Trong tội phạm học, tội phạm pháp nhân thương mại liên quan đến những tội phạm gây ra bởi một công ty (ví dụ một doanh nghiệp có tư cách pháp nhân riêng biệt từ những cá nhân (thể nhân) quản lý các hoạt động của nó) hoặc bởi các cá nhân hoạt động thay mặt cho một công ty hoặc một doanh nghiệp khác. Nó có thể gây tổn hại đến nền kinh tế và sự an toàn của các cá nhân, tổ chức, doanh nghiệp hay chính phủ quốc gia nào đó.Thường các hoạt động tội phạm này thông qua các dạng như lũng đoạn về giá cả, trốn thuế hay sản xuất các sản phẩm dịch vụ gây ảnh hưởng xấu đến môi trường, sức khỏe, tính mạng của các đối tượng tiêu dùng.
Một số hành vi tiêu cực của các công ty có thể không thực sự là tội phạm; Luật pháp khác nhau giữa các khu vực pháp lý. Ví dụ, một số khu vực pháp lý cho phép kinh doanh nội gián.
Tội phạm công ty chồng chéo với:
- Tội phạm cổ áo trắng, bởi vì phần lớn các cá nhân có thể hành động hoặc đại diện cho lợi ích của công ty là các chuyên gia mặc áo cổ trắng;
- Tội phạm có tổ chức, bởi vì bọn tội phạm có thể thành lập các công ty vì mục đích tội phạm hoặc là những phương tiện để rửa tiền thu được từ tội phạm. Tổng sản lượng tội phạm của thế giới ước tính khoảng 20% thương mại thế giới. (De Brie 2000); và
- Tội phạm của doanh nghiệp nhà nước bởi vì, trong nhiều trường hợp, cơ hội phạm tội xuất hiện từ mối quan hệ giữa công ty và nhà nước.